# 渾源県
渾源県（こんげん-けん）は中華人民共和国山西省大同市に位置する県。

## 地理
北に雲州区、東に広霊県と霊丘県があり、西で朔州市応県・懐仁市と、南で忻州市繁峙県と接している。渾河が西流している。

## 歴史
唐末に設置される。五代十国時代には後唐により渾元県と改称されたが間もなく渾源県と再改称されている。1214年（貞祐2年）、金朝により渾源州が設置されその管轄とされたが、元代になると1267年（至元4年）に渾源県は廃止とされ渾源州直轄とされた。1913年（民国2年）の州制廃止に伴い渾源県と改称され現在に至る。
1949年から1952年までは察哈爾省の管轄とされた。

## 行政区画
- 鎮:永安鎮、西坊城鎮、蔡村鎮、沙圪坨鎮、王荘堡鎮、青磁窯鎮
- 郷:東坊城郷、裴村郷、駝峰郷、西留村郷、下韓村郷、南楡林郷、呉城郷、大仁荘郷、千仏嶺郷、官児郷

## 観光
- 恒山
- 懸空寺
- 永安寺
- 大雲寺
- 栗毓美墓
- 円覚寺
- 律呂神祠
- 渾源文廟